# Ray Fearon

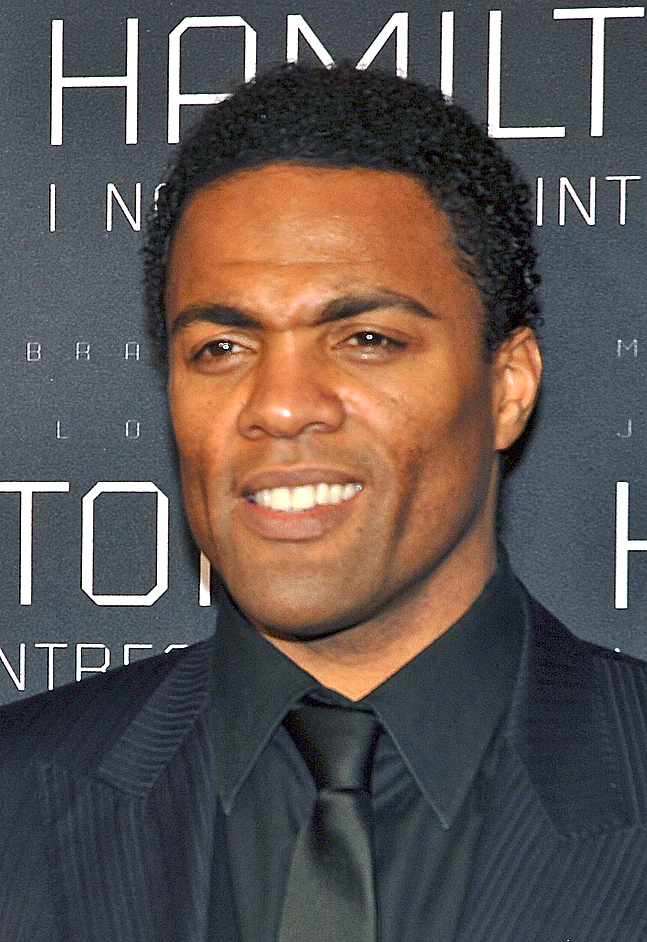
Ray Fearon (2012)

Ray Fearon (* 1. Juni 1967 in London, England) ist ein britischer Schauspieler in Film und Fernsehen.

## Leben
Ray Fearon absolvierte eine Schauspielausbildung am Rose Bruford College of Speech and Drama in London. Er trat als Theaterschauspieler in zahlreichen Theaterinszenierungen an verschiedenen britischen Bühnen auf. Er spielte unter anderem am Everyman Theatre in Liverpool, am Contact Theatre und am Royal Exchange Theatre in Manchester, am Oxford Playhouse in Oxford, am Barn Theatre in Kent sowie am Almeida Theatre und am Crucible Theatre in Sheffield.
Regelmäßig trat er bei der Royal Shakespeare Company in Stratford und in London auf. Er spielte dort unter anderem Longaville in Verlorene Liebesmüh, Prinz von Marokko in Der Kaufmann von Venedig (1994), Paris in Troilus und Cressida (1996) und Romeo in Romeo und Julia (1997). In der Spielzeit 1999/2000 spielte er bei der Royal Shakespeare Company am Barbican Theatre in London, später auch in Stratford, die Titelrolle in Othello. Er war in dieser Rolle der erste schwarze Darsteller seit dem amerikanischen Sänger und Schauspieler Paul Robeson, der 1959 den Othello gespielt hatte. Am Pit Theatre in London spielte er 2000 den Marquis von Posa in Friedrich Schillers Schauspiel Don Carlos. Den Marquis von Posa spielte er 2000 dann auch am Harvey Theatre in New York. Später folgten die Titelrolle in Perikles (2002 am Round House Theatre in London; später in Stratford) und der Oberon in Ein Sommernachtstraum (2004 am Crucible Theatre in Sheffield).
Fearon übernahm auch Rollen in Film und Fernsehen. Er übernahm hierbei mehrere durchgehende Serienrollen, wiederkehrende Episodenrollen und auch Gastrollen. Er spielte unter anderem in den britischen Fernsehserien und Seifenopern As If, Waking the Dead – Im Auftrag der Toten und Doctors. Besonders bekannt wurde er durch seine Rolle als Mechaniker Nathan Cooper in der langlebigen Seifenoper Coronation Street.
Im deutschen Fernsehen war Fearon 2010 gemeinsam mit Rebecca Immanuel in dem ZDF-Fernsehfilm Ein Sommer in Kapstadt zu sehen; er verkörperte die Rolle des südafrikanischen Fotografen Gabriel Swart. In dem ZDF-Fernsehfilm Beate Uhse – Das Recht auf Liebe (2011), einer Verfilmung des Lebens von Beate Uhse, spielte er Jeff, den schwarzen Liebhaber von Beate Uhse. In der 2. Staffel der britischen Fernsehserie Shakespeare & Hathaway – Private Investigators (2019) übernahm er eine der Episodenhauptrollen als Major Tony Suffolk, einer der tatverdächtigen Mitspieler in einer Rollenspielgruppe.
Zu seinen Filmrollen gehören unter anderem: der Diener Francisco in Hamlet unter der Regie von Kenneth Branagh, der Zentaur Firenze in Harry Potter und der Stein der Weisen und der Jimi in Oskar Roehlers Roadmovie Lulu & Jimi.
2006 nahm er gemeinsam mit Camilla Dallerup an der vierten Staffel der britischen Fernsehshow Strictly Come Dancing teil, wurde jedoch von den Zuschauern in Woche 6 per Telefonvoting herausgewählt.
Fearon ist Vater einer Tochter, aus seiner früheren Verbindung mit der Schauspielerin Jane Gurnett. 2006/2007 war er mit dem Model Elle Macpherson liiert.

## Filmografie (Auswahl)
- 1996: Hamlet
- 2001: Harry Potter und der Stein der Weisen (Harry Potter and the Sorcerer’s Stone)
- 2002: As If (Fernsehserie, 10 Folgen)
- 2003: Waking the Dead – Im Auftrag der Toten (Waking the Dead, Fernsehserie, 2 Folgen)
- 2003–2008: Doctors (Fernsehserie)
- 2005–2006: Coronation Street (Fernsehserie)
- 2009: Lulu & Jimi
- 2009: Missing (Fernsehserie)
- 2010: Raw (Fernsehserie)
- 2010: Ein Sommer in Kapstadt (Fernsehfilm)
- 2011: Beate Uhse – Das Recht auf Liebe (Fernsehfilm)
- 2012: Agent Hamilton – Im Interesse der Nation (Hamilton – I nationens intresse)
- 2015: Suspects (Fernsehserie, 1 Folge)
- 2016: New Blood – Tod in London (New Blood, Fernsehserie, 2 Folgen)
- 2017: Die Schöne und das Biest (Beauty and the Beast)
- 2017: The Foreigner
- 2019: Shakespeare & Hathaway – Private Investigators: Rollenspiele (Fernsehserie, eine Folge)
- 2019: Inspector Barnaby (Midsomer Murders) (Fernsehserie, Staffel 20, Folge 2: Schmetterlinge sterben früh (Death Of The Small Coppers))
- 2019: Silent Witness (Fernsehserie, zwei Folgen)
- 2021: The Protégé – Made for Revenge (The Protégé)
- 2022: Memory – Sein letzter Auftrag (Memory)
- 2025: Culpa Mía – Meine Schuld: London
- 2025: Cleaner